# Coupetz
Coupetz is een gemeente in het Franse departement Marne (regio Grand Est) en telt 83 inwoners (2009). De plaats maakt deel uit van het arrondissement Châlons-en-Champagne.

## Geografie
De oppervlakte van Coupetz bedraagt 10,1 km², de bevolkingsdichtheid is dus 8,2 inwoners per km².
De onderstaande kaart toont de ligging van Coupetz met de belangrijkste infrastructuur en aangrenzende gemeenten.

## Demografie
Onderstaande figuur toont het verloop van het inwonertal (bron: INSEE-tellingen).